# Černá Voda (Žacléř)
Černá Voda (deutsch Schwarzwasser) ist eine Ortslage der Gemeinde Žacléř in Tschechien. Es liegt 15 Kilometer nördlich von Trutnov und gehört zum Okres Trutnov.

## Geografie
Černá Voda befindet sich zwischen dem Rehorngebirge und dem Rabengebirge, unmittelbar an der Grenze zu Polen. Die Ansiedlung liegt zwischen den Hügeln Valy (Schanzenberg, 599 m) und Na Písku (589 m).
Nachbarorte sind Královec und Lampertice im Südosten, Křenov (Krinsdorf) im Süden, Žacléř und Bobr im Südwesten und Nové Domky (Neuhäuser) im Westen. Jenseits der Grenze zu Polen, das über den Grenzübergang Královec–Lubawka erreicht wird, liegen Niedamirów im Westen, Opawa im Nordwesten und Szczepanów im Norden. Durch Černá Voda fließt der gleichnamige Fluss Černá Voda (Schwarzwasser), der bei Lubawka in den Bober mündet.

## Geschichte
Es ist nicht bekannt, wann Schwarzwasser gegründet wurde. Es gehörte zur Herrschaft Schatzlar und wurde erstmals 1624 erwähnt, als es in einem herrschaftlichen Schreiben mit damals 33 Häusern erwähnt wurde. Die Bewohner ernährten sich zunächst von Ackerbau und Viehzucht und später auch dem Abbau von Steinkohle, die im Schacht der Manger’schen Steinkohlengruben gewonnen wurde.
Im Februar 1628 verließ Johann Amos Comenius, der zuvor im damals protestantischen Schatzlar übernachtet hatte, bei den zu Schwarzwasser gehörenden Neuhäusern (Nové Domky) Böhmen und ging mit seinen Anhängern ins Exil nach Lissa. Während des Zweiten Schlesischen Kriegs schlug König Friedrich II. sein Hauptquartier in Schwarzwasser auf, das damals unmittelbar an der Grenze zu Schlesien lag. Nachdem Schwarzwasser im Siebenjährigen Krieg von Kriegshandlungen verschont blieb, erfüllte der damalige Richter Johann Christoph Feest 1765 ein von ihm geleistetes Gelübde und stiftete eine Skulptur der hl. Anna, die unweit der nun preußischen Grenze aufgestellt wurde. Im Bayerischen Erbfolgekrieg bezog die preußische Armee in Schwarzwasser und den benachbarten Orten Schatzlar, Lampersdorf, Berggraben und Königshan ein Lager. Nach ihrem Rückzug nach Schlesien hinterließ sie große Schäden an Wald und Flur.
Nach der Aufhebung der Patrimonialherrschaften gehörte Schwarzwasser mit dem Ortsteil Neuhäuser ab 1850 zum Gerichtsbezirk Schatzlar bzw. zum Bezirk Trautenau. 1865 wurde ein Schulgebäude errichtet.
Für das Jahr 1911 sind nachgewiesen: Je ein Bäcker, Bier- und Branntweinschank, Fleischer, Schmied und Schuhmacher sowie je zwei Schnitt- und Modewarenhändler und Spediteure sowie drei Gastwirte. In der damals einklassigen Volksschule wurden 96 Schüler unterrichtet. 1914 erhielt Schwarzwasser Stromanschluss an das Elektrizitätswerk Ostböhmen und ab 1926 verfügte es über einen eigenen Friedhof. Anlässlich der Volkszählung am 1. Dezember 1930 wurden 329 deutsche und 16 tschechische Einwohner festgestellt.
Infolge des Münchner Abkommens wurde das überwiegend deutsch besiedelte Schwarzwasser 1938 dem Deutschen Reich angeschlossen und gehörte bis 1945 zum Landkreis Trautenau. Nach dem Zweiten Weltkrieg wurden die deutschen Bewohner vertrieben. Dadurch und wegen der abgelegenen Lage, die sich durch die nun polnische Grenze ergab, erfolgte nur eine geringe Wiederbesiedlung und die meisten Häuser wurden abgerissen.

## Sehenswürdigkeiten
- Statue der hl. Anna
- Denkmal Růžový palouček an der polnischen Grenze bei Nové Domky, über die ehemalige Straße nach Tschöpsdorf verließ Comenius 1628 Böhmen.